# Franjo Gregurić

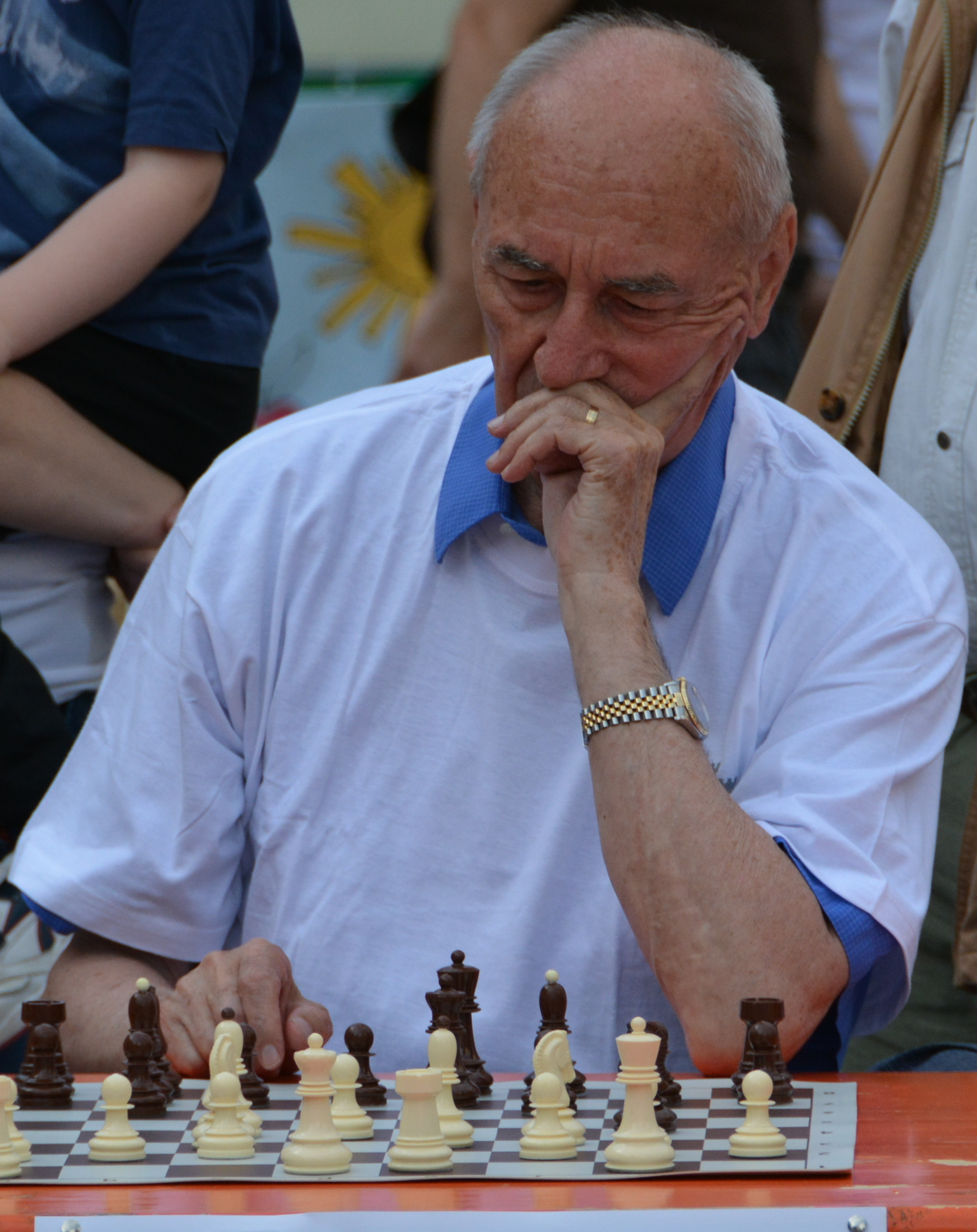
Franjo Gregurić (2016)

Franjo Gregurić (* 12. Oktober 1939 in Lobor, Jugoslawien) ist ein kroatischer Politiker (Hrvatska demokratska zajednica) und war von 1991 bis 1992 der dritte Premierminister der Republik Kroatien.

## Leben
Franjo Gregurić studierte Chemieingenieurwesen an der Universität Zagreb. Später war er im Management des Pestizid-Herstellers Chromos in Zagreb beschäftigt. Er hat die Patente auf zwei von ihm erfundene Pestizide.
Er war Mitglied des Bundes der Kommunisten Jugoslawiens, aus dem er mehrmals ausgeschlossen wurde. 1981 wurde er Präsident der Handelskammer Zagreb.
Vor 1990 war Gregurić an führenden Positionen des staatlichen Exportunternehmens Astra beschäftigt. Am 17. Juli 1991 wurde er vom damaligen Präsidenten Franjo Tuđman zum Ministerpräsidenten der Regierung der Republik Kroatien ernannt. Als er sein Amt übernahm, befand sich der Staat in einer schwierigen Lage. Obwohl die Republik am 25. Juni 1991 sich für unabhängig erklärt hatte, wurde sie international noch nicht als eigener Staat anerkannt. In Teilen Kroatiens mit einer größeren serbischen Minderheit begannen Unruhen zwischen Kroaten und Serben, die in den Kroatienkrieg mündeten. Diese Regierung wurde später auch als Vlada nacionalnog jedinstva (Die Regierung der nationalen Einheit) bezeichnet. Während der Amtszeit von Gregurić wurde am 15. Januar 1992 Kroatien auch international als souveräner Staat anerkannt. Im Februar 1992 begann die Regierung zu zerfallen. Von 1992 bis 2000 gehörte Gregurić als Abgeordneter der HDZ dem kroatischen Parlament an.
1993 bis 1995 war er Generaldirektor des kroatischen Mineralölkonzerns INA, danach bis 1999 Vizepräsident des Aufsichtsrats der INA. Einige Jahre lang war er Präsident des Kroatischen Feuerwehrverbands.

## Familie
Zlatko Mateša, 1995 bis 2000 Premierminister Kroatiens, war mit der Tochter Gregurićs verheiratet, die Ehe wurde geschieden.